# رينات أورني
رينات أورني (بالنرويجية: Renate Urne‏) مواليد 11 يونيو 1982، هي لاعبة كرة يد نرويجية سابقة. مثلت منتخب النرويج لكرة اليد للسيدات في 20 مباراة. حققت المركز الثالث في بطولة العالم لكرة اليد للسيدات 2009.

## سجل المنافسة
شاركت في البطولات التالية:
- بطولة العالم لكرة اليد للسيدات 2009

## الميداليات
| الميدالية | المسابقة                            |
| --------- | ----------------------------------- |
| برونزية   | بطولة العالم لكرة اليد للسيدات 2009 |

## روابط خارجية
- رينات أورني على موقع الاتحاد الأوروبي لكرة اليد (الإنجليزية)
- رينات أورني على موقع الاتحاد النرويجي لكرة اليد (النرويجية)